# Orquestra Ciutat de Granada
L'Orquestra Ciutat de Granada (Orquesta Ciudad de Granada, OCG) és una orquestra simfònica espanyola, que té la seu a Granada a l'Auditori Manuel de Falla. Pertany a la Asociación Española de Orquestas Sinfónicas (AEOS). Va ser fundada en 1990 sent el seu principal director Juan de Udaeta. Al llarg de la seva història, l'orquestra ha actuat a les principals sales i festivals d'Espanya i ha protagonitzat importants actuacions internacionals. La OCG ha actuat en Suïssa (Festival Gstaad), Itàlia (Teatre La Scala de Milà), Portugal (Festival Internacional de Música de Coïmbra), Àustria, així com gires per França (1998), Regne Unit (2005) i Alemanya (2001 i 2004), on ha aconseguit gran acceptació per part del públic i la crítica.
Alguns dels solistes i directors més importants que han actuat amb l'orquestra són: Plácido Domingo, Narcíso Yepes, Victòria dels Àngels, Montserrat Caballé, Carlos Álvarez Rodríguez, Fazil Say, Mi'sa Yang, Jean-Paul Collard, Yehudi Menuhin, Christian Zacharias, Krzysztof Penderecki, Christopher Hogwood, David Atherton, Fabio Biondi, Rinaldo Alessandrini, Elisabeth Leonskaja, Joaquín Achúcarro, Frans Brüggen. A més, la OCG ha actuat amb agrupacions corals de gran prestigi, com l'Orfeó Donostiarra, Orfeó Català, Cor de Cambra del Palau de la Música Catalana, British Choral Academy, The King's Consort.
Entre els seus enregistraments, destaquen les realitzades amb Josep Pons i Viladomat d'obres de Manuel de Falla (La vida breve, El sombrero de tres picos, Noches en los jardines de España), Bizet (L'Arlésienne, Simfonia en Do), Stravinsky (L'ocell de foc, Joc de cartes), Joaquín Rodrigo (Concierto de Aranjuez), entre d'altres.

## Directors titulars
- Juan de Urdaeta (1990 - 1994)
- Josep Pons (1994 - 2004)
- Jean-Jacques Kantorow (2004 - 2008)
- Salvador Mas (2008 - 2012)
- Andrea Marcon (des del 2012)